# Gallinule africaine
Paragallinula angulata
Espèce
Statut de conservation UICN

 LC  : Préoccupation mineure
La Gallinule africaine (Paragallinula angulata, anciennement Gallinula angulata) est une espèce d'oiseaux de la famille des Rallidae.

## Répartition
Cet oiseau est répandu en Afrique subsaharienne (rare en Afrique australe et à Madagascar).